# Josie Palmer
Josie Palmer (* 1903 in Potchefstroom, britische Transvaal-Kolonie, Südafrika; † 1979 in Südafrika), auch bekannt als Josie Mpama, war eine südafrikanische Anti-Apartheids-Aktivistin und Führungsfigur innerhalb der Südafrikanischen Kommunistischen Partei.

## Leben

### Jugend
Josie Palmer wurde 1903 in der Stadt Potchefstroom der damaligen südafrikanischen Kolonie Transvaal geboren, wuchs jedoch im Johannesburger Stadtteil Sophiatown auf. 1921, im Alter von achtzehn Jahren, zog Palmer mit ihrer Mutter zurück an ihren Geburtsort, dort begann sie sich politisch zu engagieren. Später trat sie der Kommunistischen Partei Südafrikas bei und erhielt zahlreiche Fortbildungen und Trainings, um sie in ihrem Engagement zu stärken. Dort lernte sie unter anderem Thabo Edwin Mofutsanyana kennen, ebenfalls ein politischer Aktivist, den sie 1930 heiratete. Während Palmer als „Farbige“ (coloured) im rassistischen Gesellschaftssystem galt, war ihr Ehemann „Schwarz“ (black), sodass sie durch ihr Zusammenleben die rassistisch motivierte Rechtsordnung (beispielsweise der Immorality Act) verletzten. Mit ihrem gemeinsamen Umzug in ein Township nahm sie den Nachnamen Mpama an.

### Politisches Engagement
Josie Palmer war einer der führenden politischen Figuren in ihrer Heimatstadt Potchefstroom, die sich ab 1928 gegen die ausgrenzenden Aufenthaltsgenehmigungen (residential permits) engagierte. In den späten 1920er und 1930er Jahren schrieb sie für Umsebenzi, die Zeitung der Südafrikanischen Kommunistischen Partei. In ihren Artikel zog sie oft die Verbindung zwischen den Forderungen der schwarzen Arbeiterinnen und Arbeiter und dem generellen damaligen politischen System Südafrikas. 1928 kämpfte sie um Lohnerhöhungen für Lehrerinnen und Lehrer, 1929 war sie eine der Anführerinnen bei den sogenannten „Bier-Unruhen“ (Beer Hall Riots) in der Provinz Natal. Palmer engagierte sich im Verlauf der 1930er und 1940er Jahre weiterhin für die Partei. 1935 reiste sie nach Moskau, um an der Kommunistischen Universität der Werktätigen des Ostens „Revolutionäre Theorien“ zu studieren. In den 1940er Jahren wurde sie Mitglied im Vorstand (committee) der Sektion Johannesburg der Partei. Damit war sie die erste schwarze Frau, die überhaupt eine Rolle in der Kommunistischen Partei Südafrikas spielte. 1944 begann sie für den National Anti-Pass Council zu arbeiten.
Palmer wendete erhebliche Kraft auf, um ihre Partei auf die Probleme der Frauen Südafrikas aufmerksam zu machen, sowie Frauen hinter dem Ziel der nationalen Befreiung und dem Erreichen des Sozialismus zu vereinen. Zum Treffen des Internationalen Frauentags 1947 ihrer Partei in Johannesburg wirkte sie an einem Beschluss mit, eine Organisation für alle Frauen Südafrikas zu gründen. Anschließend entstand die Transvaal All-Women's Union mit Palmer als erster Generalsekretärin. Zusammen mit anderen Kämpferinnen wie Florence Matomela und Rachel Simons (Ray Alexander) spielte Palmer eine wichtige Rolle in der Gründung der multiethnischen Föderation der Südafrikanischen Frauen (Federation of South African Women, abgekürzt FSAW oder FEDSAW) am 17. April 1954.
Nachdem sie später die Leitung der Sektion Transvaal der Föderation der Südafrikanischen Frauen übernommen hatte, versuchte die südafrikanische Regierung Palmer regelmäßig in ihrem Engagement zu behindern, unter anderem zum Frauenmarsch zu den Unionsgebäuden am 9. August 1956 (siehe auch Passgesetze). Auch während des Ausnahmezustands nach dem Sharpeville-Massaker verhaftete die Regierung Palmer.

### Tod und späte Ehrung
Palmer starb 1979 auf dem Weg ihre Rente abzuholen, als sie von einem Auto überfahren wurde.
Jahrzehnte nach ihrem Tod ehrte der südafrikanische Staatspräsident Thabo Mbeki am 16. Juni 2004 posthum Josie Palmer mit dem Orden des Luthuli in Silber, um ihr Engagement für Demokratie, Menschenrechte, Gerechtigkeit und Frieden zu ehren.